# Dactylomys peruanus
Dactylomys peruanus е вид бозайник от семейство Бодливи плъхове (Echimyidae).

## Разпространение
Видът е разпространен в Боливия и Перу.